# Białowieża (village)
Pour les articles homonymes, voir Białowieża.
Białowieża est un village de Pologne, situé dans la gmina de Białowieża, dans le powiat de Hajnówka, dans la voïvodie de Podlachie.

## Histoire
Le village est fondé en 1699.
Le 1er août 2023, deux hélicoptères du Bélarus violent la frontière de l'État polonais près du village frontalier de Białowieża. 

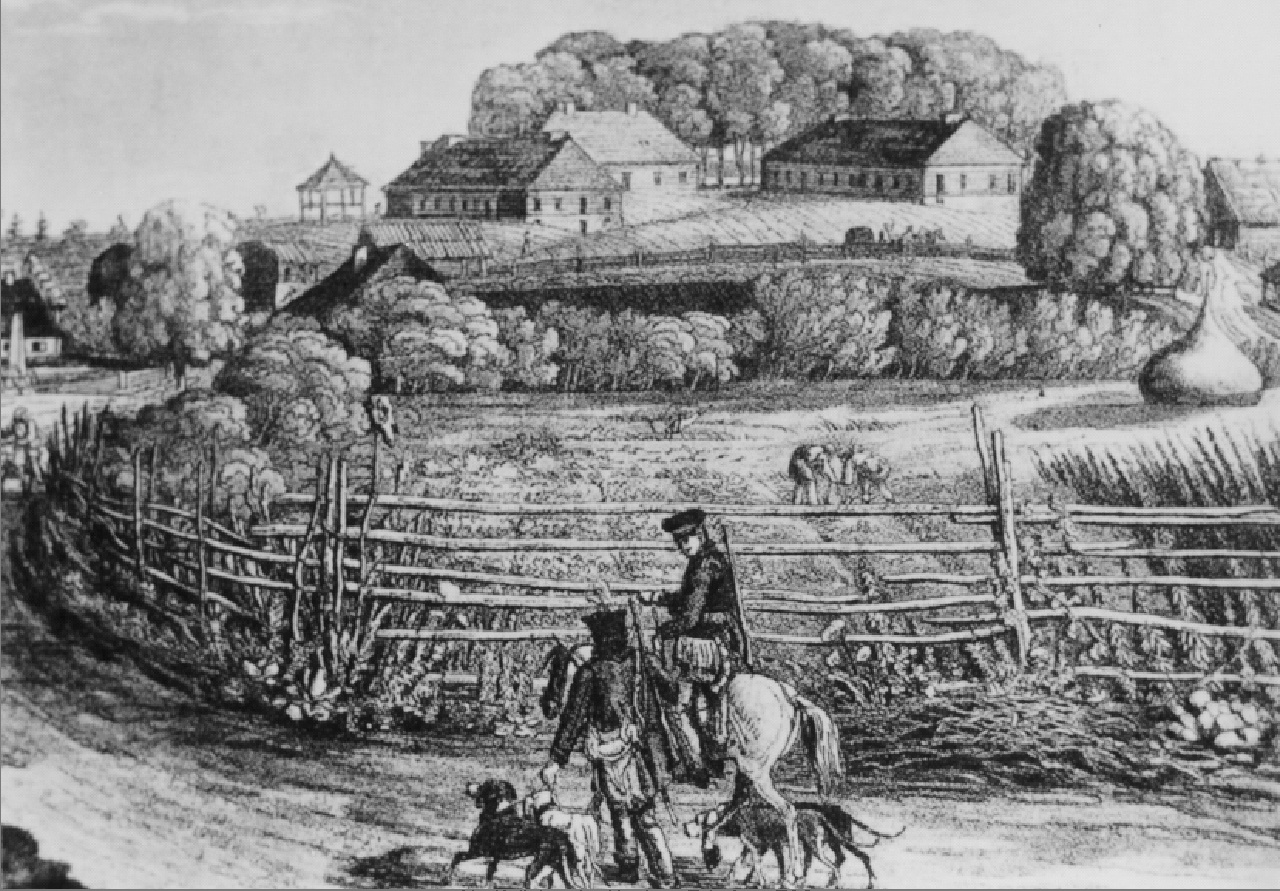
Bialowieza en 1820

## Lieux culturels

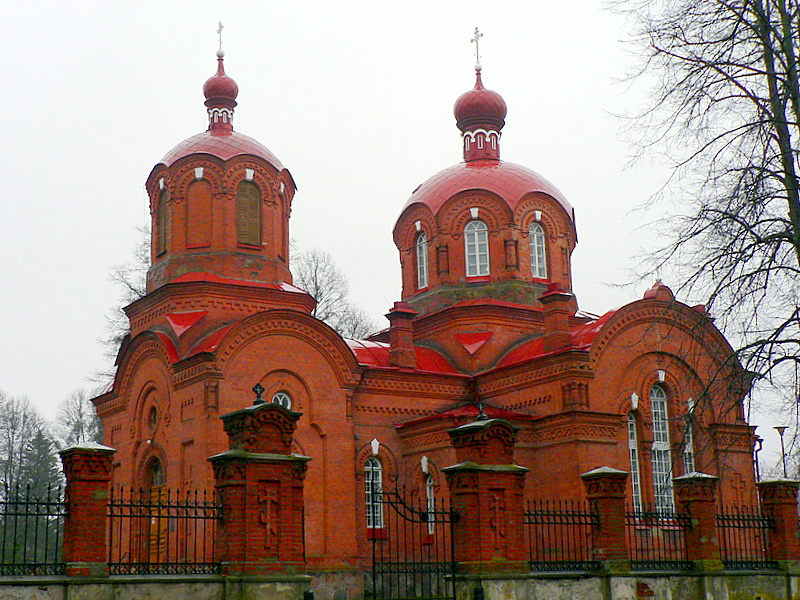
L'église orthodoxe

## Source
- (en) Cet article est partiellement ou en totalité issu de l’article de Wikipédia en anglais intitulé « Białowieża » (voir la liste des auteurs).

1. ↑  La Pologne accuse la Biélorussie d’avoir violé son espace aérien